# Saison 16 de Navarro
Chronologie
Saison 15 Saison 17
Cet article présente la liste des différents épisodes de la seizième saison de la série télévisée Navarro.

## Distribution[1]
- Roger Hanin (Antoine Navarro)
- Emmanuelle Boidron (Yolande Navarro)
- Maurice Vaudaux (Commissaire divisionnaire Waltz)
- Jacques Martial (Bain-Marie)
- Catherine Allegret (Ginou)
- Daniel Rialet (Inspecteur Joseph Blomet)
- Christian Rauth (Inspecteur René Auquelin)
- Marie Fugain (Carole Maudiard)
- Filip Nikolic (Boldec)
- Anthony Dupray (Paoli)
- Jean-Claude Caron (Borelli)

## Épisodes

### Épisode 1
Francis Mourouvin (Alex)

Jacques Martial (Bain-Marie)

### Épisode 2
Anny Romand (Nelly Weissmann)

Marie Fugain (Carole)

Hubert Saint-Macary (Égalion)

### Épisode 3
Julie Dray (Muriel Rouvière)

Pierre Santini (Paoli père)

Deborah Elmalek (Sarah Faro)

### Épisode 4
Christian Rauth (Auquelin)

Daniel Rialet (Blomet)

Maurice Vaudaux (Waltz)

Michel Pilorgé (Le docteur Bloch)

Anthony Dupray (Paoli)

Bénédicte Delmas (Catherine Perrin)

Grégory Fitoussi (Serge Lheureux)

### Épisode 5
Roberto Medile (Vigo)

Cécile-Blanche Duraffourg (Juliette)

### Épisode 6
Marie Fugain (Carole Maudiard)

Gaspard Ulliel (Thierry Morlas)

Alexandre Thibault (Julien Joigny)